# Santos Futebol Clube (Santos)
Pour les articles homonymes, voir Santos Futebol Clube.
Maillots
Actualités
Le Santos Futebol Clube est un club brésilien de football fondé le 14 avril 1912 et basé dans la ville de Santos dans l'État de São Paulo. Il a été surnommé Peixe (littéralement, « Poisson ») pendant des décennies, mais la mascotte du club est une baleine. Ce surnom évoque la ville de Santos qui est un port, contrairement aux autres clubs majeurs de l'État de São Paulo, plus continentaux.
Santos est devenu la première équipe dans l'histoire du football à avoir marqué, de manière accumulée, 10 000 buts en 1998 et 11 000 buts en 2004.
Ils jouent habituellement avec un maillot blanc, et un maillot alternatif avec des bandes verticales noires et blanches et des shorts noirs. Toutefois, selon le statut du club, le premier choix de l'équipe est un maillot à rayures avec un short blanc et des bas blancs.
Le club de Santos a été désigné cinquième meilleur club de football du XXe siècle selon la FIFA. Il est notamment célèbre pour avoir compté Pelé dans son effectif pendant la majeure partie de sa carrière (1956-1974).

## Historique

### Débuts du club
Le club a été fondé le 14 avril 1912 à l'initiative de trois sportifs de la ville, Francisco Raymundo Marques, Mário Ferraz de Campos et Argemiro de Souza Júnior, qui ont convoqué une assemblée au siège du Clube Concórdia pour la création d'une équipe de football. Les couleurs initiales du Santos FC étaient le blanc, le bleu et l'or, mais comme il était difficile à l'époque de confectionner un uniforme dans ces couleurs, il fut décidé le 31 mars 1913 que le club prendrait les couleurs blanche et noire (alvinegras).
Le premier match officiel du club a eu lieu le 15 septembre 1912, le Santos FC battant le Santos Athletic Club (une équipe composée d'anglais) par 3-2. Le premier but du match a été marqué par Arnaldo Silveira, et est considéré comme le premier de l'histoire du club.
Au début de 1913, Santos a reçu une invitation de la Liga Paulista de Futebol pour participer au championnat d'État. Ses débuts ont eu lieu le 1er juin, contre Germânia, et l'équipe de Santos a été battue par 8 buts à 1. En raison du coût élevé des voyages à l'époque, Santos s'est retiré du championnat, la seule victoire de l'équipe ayant été contre son rival Corinthians (qui faisait également ses débuts dans ce championnat) par le score de 6 à 3.
Après avoir renoncé à participer à la compétition d'État, Santos a été accepté dans le championnat de la ville de Santos, et remporta les éditions de 1913 et 1915 sous le nom d'União FC, car l'APEA (la ligue à laquelle le club était affiliée) ne lui permettait pas de participer avec son nom officiel.
En 1916, les alvinegros intégrent à nouveau le Campeonato Paulista, et inaugurent la même année leur stade de Vila Belmiro.
Santos a été finaliste des éditions du Campeonato Paulista en 1927, 1928 et 1929. Le club remporte son premier championnat d'état en 1935, en battant les Corinthians 2-0 au Parque São Jorge.

### L'ère Pelé

#### Compétition officielle
Vingt ans après ce premier titre, une équipe de Santos emmené par des jeunes talents comme Zito, Ramiro et Vasconcelos gagne le second championnat pauliste du club en battant Taubaté 2-1.
C'est dans ce contexte qu'un jeune garçon de quinze ans nommé Edson Arantes do Nascimento est présenté au club par l'ancien international brésilien Waldemar de Brito. À la fin de 1956, Santos gagne son troisième Paulista, contre São Paulo. Mais, en finale, Vasconcelos se casse la jambe. Pour le remplacer, le jeune Pelé intègre l'équipe pour 1957 et marque vingt buts, sans gagner le championnat toutefois.
C'est en 1958 que Pelé se révèle vraiment. Il gagne la coupe du monde avec le Brésil, et, en club, marque 58 buts en 38 rencontres, gagnant à nouveau le Paulista.
Si le titre lui échappe en 1959 au profit de Palmeiras, Santos réalise un triplé entre 1960 et 1962, se qualifiant pour la Taças Brasil, ancêtre du Brasileirão qui oppose les vainqueurs des différents championnats d’états. Santos remporte l’édition 1961, qui va lui permettre de participer à la Copa Libertadores 1962, la première du club.
Ayant survolé son groupe lors du premier tour, Santos élimine l’Universidad Católica en demi-finale et affronte en finale l’ogre de l’époque, double tenant du titre, le Peñarol d'Alberto Spencer. Après une victoire de chaque côté, un troisième match doit départager les deux équipes. Pelé marque un doublé et force un but contre son camp, menant Santos au premier titre continental de l'histoire des clubs brésiliens.
Deux semaines après, Santos affronte et bat le Benfica d'Eusébio en finale de la Coupe Intercontinentale. L’année suivante, Santos conserve ses deux titres internationaux, remportant la Libertadores face à Boca, puis l’Intercontinentale face au Milan AC.
Au Brésil, Santos continue de dominer, ne perdant que les Paulista de 1963, 1966 et 1970 sur la décennie 1960, et gagnant cinq Taças Brésil entre 1961 et 1965, ainsi que celle de 1968.
Santos, entre 1961 et 1963, réalise l'exploit de gagner neuf titres consécutifs : Paulista 1961, Taça Brasil 1961, Copa Libertadores 1962, Intercontinentale 1962, Paulista 1962, Taça Brasil 1962, Torneio Rio – São Paulo 1963, Copa Libertadores 1963, Intercontinentale 1963.
Après 1965, les succès se font plus rare, non seulement sur le continent, avec trois éliminations de suite en demi-finale de Copa Libertadores, mais aussi nationalement, où, hormis une année 1968 hors-norme où Santos fait le doublé Paulista-Tournoi RGP et gagne l'éphémère Supercoupe intercontinentale, Santos ne domine plus.
Pelé ne gagnera jamais le championnat brésilien unifié, né de la fusion en 1971 de la Taça et du tournoi RGP.
Un an après avoir gagné son dernier trophée avec le club, le Paulista 1973, en inscrivant 26 buts, Pelé prend sa retraite le 2 octobre 1974, après 1118 matchs et 1090 buts.

#### Les tournées amicales
Avec la célébrité de Pelé et l'engouement autour de la séduisante sélection brésilienne de 1958, Santos se lance dès 1959 dans une série de tournée autour du monde, où le club affronte contre des sommes d'argents très lucratives la plupart des grandes équipes de l'époque. Entre mai et juillet 1959, par exemple, Santos dispute 22 matchs en Europe.
Les saisons de Santos se ressemblent : une tournée en début d’année, au Brésil ou dans un pays d’Amérique du Sud, ensuite le tournoi Rio – São Paulo (puis tournoi Roberto Gomes Pedrosa), une autre tournée à la mi-saison (d’abord en Europe en fin de saison pour les clubs européens, puis également en Afrique et aux États-Unis), et enfin le championnat paulista et la Taça Brasil. Le club participe à un nombre de matchs démesurés, parfois plus de cent par année. À trente-deux reprises au cours de sa carrière, Pelé a disputé un match alors qu’il avait déjà joué la veille (pour 24 buts). Il est certain que cette accumulation de match a joué un rôle dans les blessures que subit Pelé à partir de 1965.
En 1971, le Santos FC se lance dans une tournée de matchs amicaux en Amérique du Sud et centrale. Les joueurs du club se rendent alors en Bolivie, Colombie, au Panama, Surinam et au Salvador, mais aussi dans la Caraïbe, en Guadeloupe, Jamaïque, Haïti et en Martinique.
En Martinique, Pelé et ses coéquipiers affrontent une sélection des meilleurs joueurs locaux. Le match a lieu le 23 janvier 1971, au stade Louis-Achille, à Fort-de-France. Le score final (4 à 1 pour le Santos FC) est anecdotique devant le contexte du match, qui éclaire l'immense popularité de Pelé à l'époque.
Ce match de gala est organisé par la Ligue martiniquaise de football (LMF) pour relancer le football martiniquais alors en pleine crise. Le prix du billet pour entrer au stade et voir ce match de prestige est multiplié par 10, passant de 10 francs à 100 francs, pour pouvoir payer le cachet demandé par le club brésilien. À l’époque, le Santos FC se déplace pour des matchs amicaux, moyennant un cachet entre 20 et 30 000 dollars par match. Dans les années 1970, le Santos est le club qui demande, pour ces occasions spéciales, le plus gros montant au Brésil. C’est aussi l’un des cachets les plus élevés au monde. En Martinique, l’annonce du prix du billet engendre de nombreuses manifestations, notamment menées par les étudiants d’extrême-gauche du GAP (Groupe d’Action Prolétarienne) qui revendiquent « Nous irons voir Pelé sans payer ». Entre les grèves, les campagnes de tracts, les graffitis et les manifestations à Fort-de-France, où les jeunes et la police s’échangent cocktails molotov et lacrymogènes, le mouvement prend tant d’ampleur que le gouvernement français décide alors en urgence de retransmettre le match en direct à la télévision via l’ORTF local (aujourd’hui appelé Martinique Première). C’est la toute première fois qu’un direct télévisuel est organisé dans l’outre-mer français.
En 2014, le documentaire « Nous irons voir Pelé sans payer », réalisé par Gilles Elie-Dit-Cosaque, revient sur ce match et sur ses conséquences sociales en Martinique, au travers des interviews des anciens joueurs du Santos FC et de Martinique, mais aussi de journalistes, des spectateurs du match et bien sûr des anciens militants qui ont mené la fronde.

### L'après-Pelé
Après que Pelé ait quitté Santos en 1974, le club se reconstruit autour d'un noyau de jeunes joueurs athlétique comme Juary, Pita, Aílton Lira et João Paulo, ce qui lui vaut le surnom de Meninos da Vila (traduit sommairement, les gamins de la ville). Cette génération gagne les Paulista 1978 et 1984, mais échoue face au Flamengo de Zico en finale du championnat brésilien de 1983.
Santos ne revient au sommet qu'une décennie plus tard, perdant le brasileiro lors d'une finale controversée contre Botafogo en 1995. Deux ans plus tard, en 1997, les alvinegros remporte leur cinquième tournoi Rio-São Paulo, puis la Coupe Conmebol l'année suivante.
En 2002, pour les 90 ans du club, Santos a remporté le championnat brésilien, à nouveau grâce à un noyau de joueurs issus de son centre de formation, autour de Diego, Robinho, Renato, Elano, Alex et Léo. L'année suivante, en 2003, avec la même assise, le club a été finaliste de la Copa Libertadores, s'inclinant contre Boca Juniors.
En 2004, l'équipe perd en quart de finale de la Copa Libertadores contre le champion de Colombie Once Caldas. Dans le championnat Paulista, elle va jusqu'en demi-finale. Mais, surtout, le club, entrainé par Vanderlei Luxemburgo, renforcé par Ricardinho et Deivid, remporte le brasileiro tout en marquant le plus grand nombre de buts de l'histoire de cette compétition (103).
En 2009, Luis Álvaro de Oliveira Ribeiro se présente pour la deuxième fois (il avait été battu en 2003 par Marcelo Pirilo Teixeira) au poste de président du club, lors d’élections marquées par des manifestations. Il est alors élu avec le nombre de votes le plus élevé de l'histoire du club (1882 votes pour 62 % des voix) et prend la place de Teixeira.
Dès sa prise de fonction, Luis Álvaro devient le président à remporter le plus rapidement un titre depuis sa prise de fonction, avec le Paulista 2010, en seulement 30 matchs (dont 23 en championnat).
Un de ses faits d'armes majeurs au début de son administration, est l'obtention sous forme de prêt de la star brésilienne Robinho de la part de Manchester City. Pour réussir à payer le salaire de l'attaquant international, Luis Álvaro demande l'aide de différents partenaires.
Cinq mois après sa nomination, Santos remporte son tout premier titre en coupe du Brésil. Le club n'avait pas remporté deux titres durant la même année depuis 1968.
Pour obtenir des succès, Luis Álvaro fait augmenter la masse salariale du club, et conserve les nombreux joueurs prometteurs formés au club comme Neymar ou Paulo Henrique Ganso, très convoités par des gros clubs européens.
En 2010, Santos réalise un gros coup en faisant venir le joueur de Galatasaray Elano.
En 2011, l'équipe parvient à gagner la Copa Libertadores pour la 3e fois en 48 ans en battant Peñarol en finale. À la Coupe du monde des clubs de la FIFA, Santos bat Kashiwa Reysol 3-1 et perd 0-4 face au FC Barcelone de Guardiola.
Cette politique de sur-paiement des joueurs montre néanmoins très vite ses limites, car si le club réalise le premier triplé de Paulista (2010, 2011 et 2012) depuis Pelé et gagne la coupe du brésil de 2010, il enregistre des résultats décevants dans le championnat brésilien, son plus haut classement étant une septième place en 2013.
Les problèmes financiers qui en découle font que le club sacrifie ses sections féminines et de futsal en 2012, malgré la présence de la star Marta, pour payer les salaires de l'équipe masculine, puis vend la principale star, Neymar, au FC Barcelone en 2013.
Le club se redresse, gagnant les Paulista 2015 et 2016, et terminant trois fois sur le podium du championnat brésilien (2016, 2017 et 2019), mais avec à chaque fois dix points de retard sur le vainqueur du tournoi, et donc loin d'un possible neuvième titre.
Le 7 décembre 2023, pour la première fois de son histoire, Santos est relégué en deuxième division lors de la dernière journée après avoir été dépassé par Bahia et le Vasco da Gama de Dimitri Payet.
Après une saison en deuxième division, Santos revient en Serie A en 2025.

## Palmarès
| Compétitions nationales | Compétitions internationales |
| - Championnat du Brésil (8) : - Champion : 1961, 1962, 1963, 1964, 1965, 1968, 2002 et 2004 - Vice-champion : 1959, 1966, 1983, 1995, 2003 et 2007 - Championnat de São Paulo (22) : - Champion : 1935, 1955, 1956, 1958, 1960, 1961, 1962, 1964, 1965, 1967, 1968, 1969, 1973, 1978, 1984, 2006, 2007, 2010, 2011, 2012, 2015 et 2016 - Coupe du Brésil (1) : - Vainqueur : 2010 - Championnat du Brésil (D2) (1) : - Champion : 2024 | - Coupe intercontinentale (2) : - Vainqueur : 1962 et 1963 - Supercoupe intercontinentale (1) : - Vainqueur : 1968 - Coupe du monde des clubs : - Finaliste : 2011 - Copa Libertadores (3) : - Vainqueur : 1962, 1963 et 2011 - Finaliste : 2003 et 2020 - Recopa Sudamericana (1): - Vainqueur : 2012 - Copa CONMEBOL (1): - Vainqueur : 1998 |

### Trophées divers
| - Trophée Teresa-Herrera : 1959 - Tournoi de Mexico : 1959 - Tournoi de Paris : 1960, 1961 - Tournoi de Caracas : 1965 - Tournoi de New York : 1966 - Tournoi Quadrangulaire de Rome/Florence : 1968 - Tournoi Octogonal du Chili : 1968 | - Tournoi d'Amazonie : 1968 - Tournoi de Kingston (Jamaïque) : 1971 - Tournoi Laudo Natel (São Paulo) : 1975 - Tournoi Champions d'Amérique (Uruguay) : 1983 - Tournoi de Barcelona : 1983 - Coupe Kirin : 1985 - Trophée de Marseille : 1987 |

## Culture

### Écusson
Les couleurs initiales de Santos étaient le bleu, le blanc et l'or. Ces couleurs ont été adoptées par l'association du club dans sa première année d'existence, en 1912.
En 1913, Santos est passé au blanc et noir, puis le premier écusson a été créé. Il était composé d'un globe terrestre avec des parallèles de latitude à partir d'une ligne de l'équateur et des méridiens de longitude, les continents étaient en jaune et les océans en bleu, avec un bouclier au centre du globe avec neuf bandes verticales alternées en noir et blanc, et un ballon de football au centre, l'acronyme SFBC (Santos Foot-Ball Club), et une couronne.
Avec tout ces détails, cet écusson n'a jamais été utilisé sur le maillot, uniquement au siège du club.
En 1915, le club adopte le pseudonyme d'União FC, afin de participer au championnat de Santos. Avec cela, le club a dû changer temporairement d'écusson, en utilisant un principalement noir, avec le nom União FC écrit à i d'une bande blanche.
L'écusson actuel est apparu en 1925 et a été implanté sur les uniformes en 1927. Il est classé en héraldique comme bouclier polonais ou russe : bouclier à pointe arrondie, avec des découpes arrondies symétriques sur les côtés et, généralement, également sur la partie supérieure ; Les onze bandes présentes en noir et blanc symbolisent les joueurs, et les étoiles au-dessus du bouclier ont été insérées en 1968 pour représenter les deux titres mondiaux remportés en 1962 et 1963.
En 1942, Santos adopta un autre écusson, dans lequel les lettres SFC étaient écrites en noir et s'entrelaçaient sur un fond blanc, mais il ne fut utilisé que pendant 2 ans.
En 2019, Santos avait temporairement ajouté une couronne au-dessus de son écusson pour célébrer le 79e anniversaire de Pelé, mais elle a été retirée à la fin de la saison. 
En 2022, le monde du football rend hommage au roi Pelé (1.091 buts en 1.116 matchs à Santos). Le club adopte l'écusson actuel surmonté d'une couronne. Cette fois, le changement est inscrit dans les statuts du club, ce qui signifie que la couronne est désormais un élément officiel de l'écusson du club.

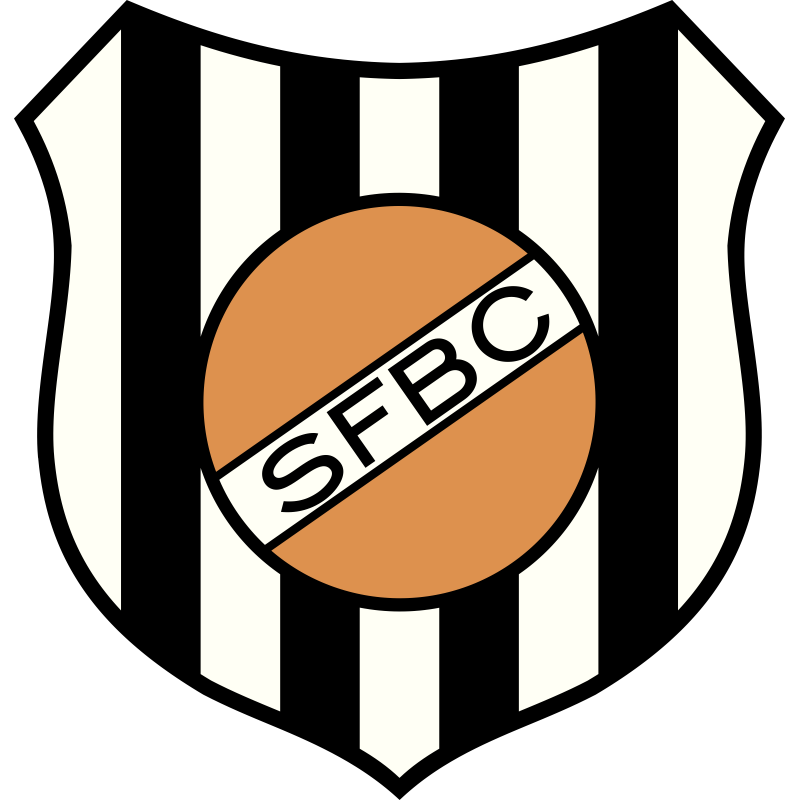
Ancien logo (1913-1915)
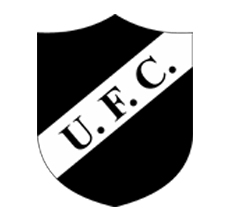
Ancien logo "União FC" (1915)
Ancien logo (1925-1942)
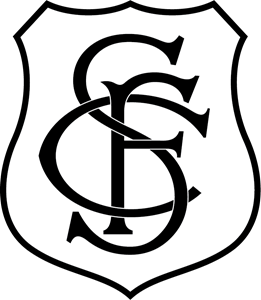
Ancien logo (1942-1944)
Ancien logo (1944-1968)
Logo actuel (1968-)
Logo actuel (2023-)

### Maillots
Le premier maillot suivait le motif des couleurs officielles du club à l'époque, il était blanc, avec des rayures bleues, et avait de fines frises dorées, cet uniforme a été utilisé lors des premiers et seuls trois matchs du Santos Foot-Ball Club en 1912. Cependant, le 31 mars 1913, devant la difficulté de confectionner un maillot dans ces couleurs, son partenaire Paulo Peluccio propose à l'équipe de commencer à utiliser un uniforme différent avec une chemise à rayures noires et blanches et un short blanc.
En 1915, le Santos FC a dû temporairement changer de nom pour participer au championnat de Santos, car l'APEA (la ligue à laquelle il était affilié) ne lui a pas permis d'utiliser son nom officiel, de sorte que le club a adopté la dénomination União Foot-Ball Club. L'équipe est devenue championne de Santos vêtue d'un uniforme blanc, avec un bouclier en forme de losange sur la poitrine avec le nom "União FC" écrit sur une bande diagonale blanche et un fond noir.
En 1925, l'équipe a utilisé un uniforme entièrement blanc avec une bande noire à hauteur de taille, comme une ceinture, ce modèle a été utilisé dans le championnat Paulista de 1925, il avait un écusson très similaire à celui actuellement utilisé par le club.
Au milieu des années 1930, Santos a utilisé peut-être l'uniforme le plus inhabituel de son histoire, le short était blanc, mais la chemise était rouge, cet uniforme n'a été utilisé que dans quelques matchs. L'uniforme utilisé pour remporter le championnat Paulista de 1935 était entièrement blanc, à l'exception des chaussettes qui avaient des détails noirs.
Au début des années 1940, Santos portait une chemise à larges rayures horizontales en noir et blanc, et l'écusson utilisé était différent du traditionnel, l'acronyme SFC étant entrelacé et écrit en noir, sur un fond blanc.
L'uniforme utilisé dans les années 60, qui est considéré comme le plus iconique du club, était complètement blanc, à l'exception de la taille qui avait un élastique noir, et le col de la chemise était en "V", l'écusson était grand, placé sur le côté gauche de la poitrine. En 1963, Santos a décidé d'innover, mais le nouveau modèle n'a pas été apprécié des fans qui ont préféré le maillot blanc uni, cette année, pour remporter son troisième titre national, l'équipe portait une chemise blanche à fines rayures noires, un short et des chaussettes qui étaient blancs.
À partir des années 1970, l'uniforme blanc et l'uniforme rayé n'ont subi que deux changements majeurs. Le premier était dans les années 80, lorsque les sponsors ont commencé à apparaître sur les maillots des clubs, et le second dans les années 90, lorsque Santos a utilisé des shorts aux motifs à carreaux et étoilés afin de se différencier de son rival Corinthians.
En 2008, Santos a lancé un troisième uniforme, bleu marine, en hommage aux couleurs de sa fondation, mais il a été peu utilisé. L'année du centenaire du club, en 2012, un troisième uniforme a été lancé, bleu turquoise, qui faisait référence au patrimoine colonial et portuaire de la ville de Santos, et aux couleurs de la fontaine Itororó, située sur le Monte Serrat, l'un des points touristiques de la ville.
Pour honorer l'équipe nationale brésilienne, l'année où la Coupe du monde a été organisée dans le pays, en 2014, Nike a lancé des uniformes jaunes pour cinq clubs nationaux, dont Santos. Le maillot qui a été adopté comme troisième uniforme avait les couleurs jaune, noir et blanc.

### Hymnes
L'hymne originel de Santos est apparu au cours des premières décennies d'existence, le supporters adoptant une parodie d'une chanson que les soldats anglais chantaient pendant la Première Guerre mondiale. En 1955, Mangeri Neto et Mangeri Sobrinho ont décidé d'honorer Santos en créant la marche "Leão do Mar" lorsque le club a été champion de São Paulo. Alors que ce chant est très populaire, Carlos Henrique Paganetto Roma (fils de l'ancien président Modesto Roma) crée en juillet 1957, la chanson "Sou alvinegro da Vila Belmiro", qui deviendra l'hymne officiel de Santos. Cependant, le Conseil délibérant du club ne l'a officiellement reconnu qu'en 1996, grâce à la proposition du conseiller Júlio Teixeira Nunes.

## Rivalités

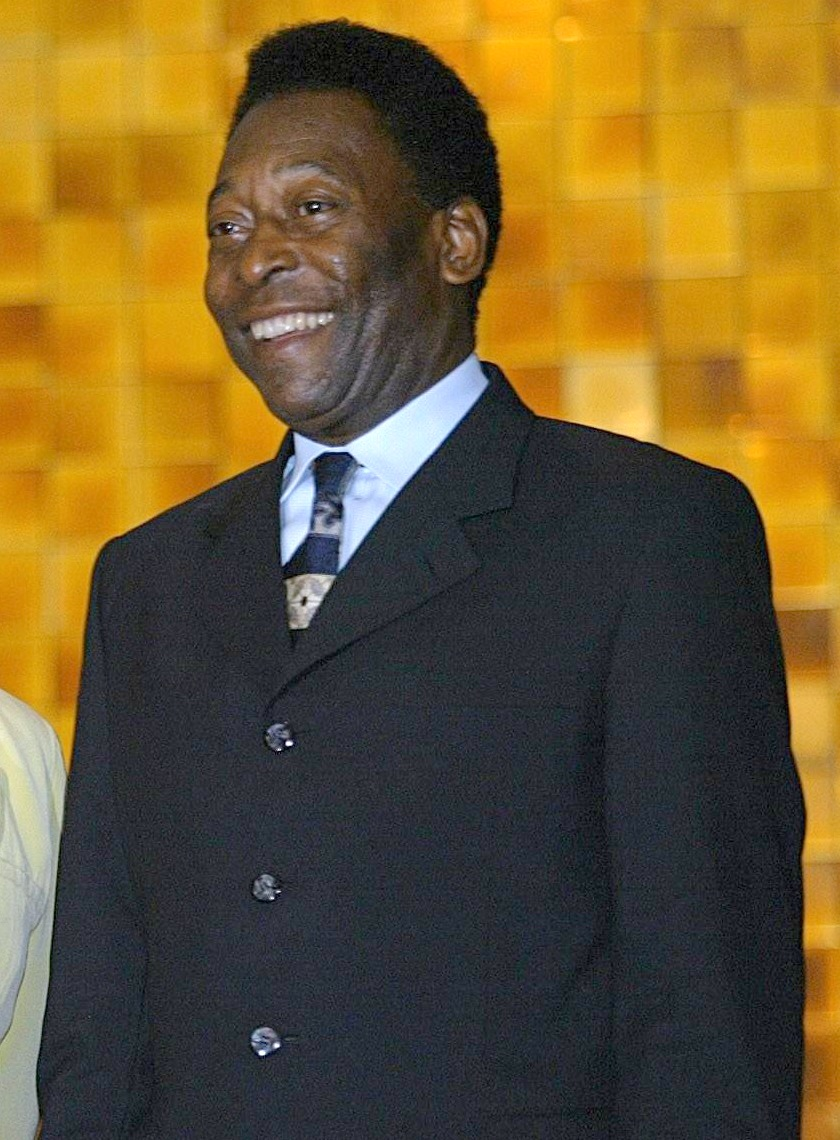
Pelé, légende du club de Santos et du Foot en général avec le record de but ainsi que 3 coupes du monde remportée avec le Brésil

### Nationale
Santos, bien qu'il ne soit pas un club basé dans cette ville, a pour principaux rivaux le "Trio de Fer" de São Paulo, formé par Corinthians, Palmeiras et le São Paulo FC. Dans la ville de Santos, le club entretient des relations amicales avec le club de Portuguesa Santista. Dans les années 50 et 60, le club a disputé de grands matchs contre Botafogo, ce choc a gagné en notoriété grâce à la présence de Pelé, Garrincha, et d'autres joueurs qui participaient aux deux championnats du monde de 1958 et 1962.

#### Clássico Alvinegro
Le Clássico Alvinegro (derby blanc et noir) est la confrontation entre Santos et Corinthians et porte le nom des couleurs des deux clubs. Cet affrontement est considéré comme l'un des plus anciens classiques du football brésilien. Le premier match entre les deux équipes a eu lieu le 22 juin 1913, au Parque Antarctica, le match se terminant 6-3 pour Santos.
Les deux équipes se sont affrontés six fois dans les phases finales du championnat pauliste, avec trois victoires de chaque côté. En 1935, Santos remporte son premier titre à São Paulo en battant Corinthians, tout comme lors de la finale du championnat brésilien de 2002. En Libertadores, les deux clubs se sont affrontés en demi-finale en 2012, les Corinthiens se qualifiant pour la finale.
Le fait le plus frappant de cette rivalité est l'existence de "grandes tabus", de longues périodes pendant lesquelles un club n'arrivait plus à battre l'autre. Les Corinthiens sont restés 11 ans sans battre Santos (1957 à 1968), tandis que Santos est resté 7 ans sans battre Corinthians. Une autre particularité est le fait que Corinthians est le club qui a subi le plus de buts de Pelé (50). Celui-ci a d'ailleurs déclaré que jamais Corinthians ne remporterait un titre tant qu'il jouerait au football, prophétie qui s'est réalisée, le club ne remportant aucun trophée entre 1954 et 1977.

#### Clássico do Saudade
Le Clássico da Saudade est la confrontation entre Santos et Palmeiras. Il reçoit ce nom car, dans les années 1960, ces deux équipes étaient le symbole du football brésilien artistique, avec des joueurs brillant comme Ademir da Guia (surnommé "le  divin") pour Palmeiras et Pelé pour Santos. Le premier match eut lieu le 3 août 1915, au Vélodrome de São Paulo, Santos battit Palmeiras, qui portait encore le nom de Palestra Itália, sur le score de 7 à 0. Le 6 mars 1958, Santos et Palmeiras jouèrent à Pacaembu, un match qui a reçu le surnom de plus excitant de l'histoire, la première mi-temps s'est terminée 5 à 2 pour Santos, Palmeiras renversant le score 6 à 5 puis Santos s'imposant 7 à 6 dans les dernières secondes de la partie, avec deux buts de Pepe.
Les deux clubs se sont affrontés cinq fois dans des phases finales, trois en pauliste, avec les victoires de Palmeiras en 1927 et 1959, et Santos en 2015, et deux victoires de Palmeiras en Copa do Brasil 2015 et en Libertadores 2020.

#### San-São
Le journaliste Tomás Mazzoni, de la A Gazeta Esportiva, a surnommé San-São en 1956 le derby entre le São Paulo FC et Santos. Le premier match entre les deux équipes a eu lieu le 11 mai 1930 à Vila Belmiro, dans le championnat pauliste, le match s'est terminé par un match nul 2 à 2. Les deux équipes ont joué, en 1933, le premier match de football professionnel du pays. C'est là que le surnom de Santos, "Peixe", a été prononcé pour la première fois, comme une provocation d'avant le début du match, par le public de São Paulo, qualifiant de manière péjorative les joueurs de Santos de poissonniers. Le public de Santos a répondu en disant "Nous sommes des poissonniers, et c'est un grand honneur !". Dès lors, ce surnom a été adopté par le club, ainsi qu'une mascotte de baleine.
En phase finales de championnat, les deux se sont affrontés six fois, quatre ont été remportées par Santos (Paulistas en 1956, 1967, 1969 et 1978) et deux par le Tricolor (Paulistas 1980 et 2000).
En phase à élimination directe, Santos est sorti vainqueur de sept affrontements (Brasileiro 2002, Sud-Americana 2004, Copa do Brasil 2015 et Paulistas 2010, 2011, 2012 et 2015), tandis que São Paulo a remporté quatre matches (Brasileiros de 1981 et 1990, Supercopa Libertadores de 1992 et Paulista de 1983).[250] 
On peut noter que Serginho Chulapa, le plus grand buteur de l'histoire de São Paulo, est également une grande figure de Santos.

### Internationale

#### Independiente
La rivalité contre les argentins débute tout d'abord sur le terrain sportif. En demi-finale de Libertadores 1964, Santos se battait pour son troisième titre consécutif en Amérique contre Independiente. Mais le club argentin réussit l'exploit de battre Santos, double champion en titre, 3 à 2 au Maracana, dans un match entaché par de nombreuses fautes.
Mais, en juin 2014, la télévision argentine publie des enregistrements téléphoniques entre Abel Gnecco, représentant argentin au comité d'arbitrage de la Conmebol, et l'ancien président de l'AFA, Julio Grondona, décédé en 2014. Ces enregistrements révèlent que l'arbitre néerlandais de la rencontre, Leo Horn, et les arbitres de touche ont été achetés par Independiente pour fausser le match en faveur du club argentin.
Les anciens joueurs de Santos ne sont pas surpris par ces aveux : « L'arbitrage était étrange dans le match que nous avons joué à Rio... il laissait Independiente jouer à sa guise. Dans les situations douteuses, le coup de sifflet était contre Santos. Les drapeaux signalaient des hors-jeux inexistants contre nous, parfois l'arbitre sifflait une faute pour empêcher nos offensives. Ce n'étaient pas des situations nettes d'ingérences arbitrales, mais si ça s'accumule... Donc je ne suis pas surpris que l'affaire soit réouverte. ", a déclaré Lima, ancien joueur de Santos.
En Copa Libertadores 2018, les retrouvailles entre les deux clubs sont à nouveau entachés d'un scandale. En huitièmes de finale, le match aller aurait lieu à Avellaneda, et le retour à São Paulo. Le premier match s'est terminé à 0-0, jusqu'à ce qu'une semaine plus tard, quelques heures avant le match retour, Santos soit informée par la CONMEBOL qu'Independiente remportait la victoire 3-0 au match aller, en raison de l'alignement irrégulier de Carlos Sánchez par le club pauliste, en raison d'une suspension non remplie causée par l'expulsion du milieu de terrain uruguayen dans un match valant pour la Copa Sudamericana 2015, dont Santos n'avait pas connaissance. Dans un match retour tendu, le match s'est terminé à 0-0 après 75 minutes de jeu, en raison de bagarre impliquant des supporters de Santos et la police militaire, incluant des explosions de bombes, des drapeaux jetés sur la piste, une invasion de terrain et une tentative d'invasion massive.
Deux ans plus tard, en 2020, le Tribunal arbitral du sport (TAS) a reconnu la culpabilité de la Conmebol dans ces incidents. La confédération n'avait pas transmis au club pauliste les informations du système COMET, qui centralisait les suspensions de joueurs, et était donc en tort.
Une troisième polémique a été provoquée en huitième de finale de la sudamericana 2021. Santos a gagné au Brésil par 1-0, et, quelques jours avant le match retour, Independiente fait appel à la Conmebol pour demander l'attribution d'une victoire 3-0 au tableau d'affichage du match aller, affirmant que l'attaquant Kaio Jorge n'aurait pas dû jouer, pour avoir écopé de trois cartons jaunes lors de la précédente Copa Libertadores. La confédération sud-américaine y a vu une demande infondée, estimant que l'athlète avait été sanctionné dans une autre compétition, et qu'il pourrait donc disputer la Copa Sudamericana. Le match retour s'est terminé 1-1, et, ironiquement, le but de Santos a été marqué précisément par Kaio Jorge, sur une passe de Carlos Sánchez. Santos s'est donc qualifié pour les quarts de finale, et a publié plusieurs messages provocateurs à l'encontre d'Independiente sur leurs réseaux sociaux.

#### Peñarol
La rivalité contre les "aurinegros" a commencé en 1962, lors de la finale de la Copa Libertadores, Santos remporterant son premier titre en Amérique contre le double champion de l'époque, Peñarol. Lors du premier match de la finale, Santos a gagné 2-1 à l'Estádio Centenario, avec deux buts de Coutinho. Au retour, les Uruguayens ont gagné 3-2 à Vila Belmiro, mais le match a été surnommé "La nuit des bouteilles".
Un des arbitres de touche a reçu une bouteille des tribunes, forçant l'arbitre chilien à arrêter le match au bout de 51 minutes de jeu, alors que Peñarol gagnait 3 à 2. Mais, devant la bronca des tribunes, l'arbitre a fait reprendre le match, et Santos a égalisé 3 à 3. Le lendemain, alors que la ville fêtait le titre, la Conmebol a déclaré que toutes les actions de jeu après la suspension de la rencontre ne valaient rien, et qu'un match d'appui était donc nécessaire pour désigner un vainqueur. Santos a remporté ce troisième match sur le score de trois à zéro, gagnant sa première libertadores.
Les deux clubs se sont à nouveau affronter en finale de Libertadores en 2011. Santos est devenu à nouveau champion, cette fois avec un 0-0 à Montevideo et un 2-1 à São Paulo.
Peñarol est l'équipe étrangère que Santos a le plus souvent affrontée : en tout, les deux clubs se sont affrontés 22 fois, avec 10 victoires pour Santos, 7 victoires pour Peñarol, et 5 nuls. Dans les compétitions officielles, il y a eu 8 matchs entre les deux en Copa Libertadores, 6 en Supercopa Libertadores, 4 en Ligue des champions intercontinentale et les 4 autres en matches amicaux.

#### Boca Juniors
La première rencontre entre les deux équipes a eu lieu le 17 mars 1956 à Vila Belmiro, où Santos a battu les Xeneizes 3-2 lors du tournoi international de la FPF.
Dans l'histoire, les deux équipes ont disputé trois matchs éliminatoires en Copa Libertadores : en finale en 1963, où le Santos des années 1960 a remporté le titre sur les Xeneizes avec deux victoires au Maracanã et dans la Bombonera.
Exactement quarante ans plus tard, les deux équipes se sont de nouveau rencontrées dans une finale de Libertadores, avec cette fois l'équipe argentine vengeant la finale de 1963 avec deux victoires : un 2-0 à la Bombonera et un 3-1 à Morumbi. Les deux équipes comportaient énormément de grands noms, Robinho, Diego, Paulo Almeida, Renato, Fábio Costa pour Santos, et Tevez, Abbondanzieri, Marcelo Delgado, Schiavi, pour Boca, emmené par l'entraîneur Carlos Bianchi.
Lors de l'édition 2020, les équipes se sont à nouveau rencontrées, cette fois en demi-finale de Libertadores, avec la victoire de Santos après un match nul 0-0 à la Bombonera et une victoire 3-0 à Vila Belmiro.
Au total, les deux équipes ont disputé 16 matchs, avec 8 victoires de Santos, 3 nuls et 5 victoires de Boca Juniors. En ne considérant que les compétitions officielles (toutes organisées en Libertadores), il y a eu 8 affrontements, avec 4 victoires de Santos, 1 nul et 3 victoires pour les Xeneizes.

## Personnalités du club
|    | Joueurs   | Matchs |
| 1  | Pepe      | 741    |
| 2  | Zito      | 733    |
| 3  | Lima      | 692    |
| 4  | Pelé      | 656    |
| 5  | Dorval    | 610    |
| 6  | Edu       | 584    |
| 7  | Clodoaldo | 512    |
| 8  | Tite      | 472    |
| 9  | Léo       | 456    |
| 10 | Coutinho  | 450    |

|    | Joueurs           | Buts |
| -- | ----------------- | ---- |
| 1  | Pelé              | 643  |
| 2  | Pepe              | 403  |
| 3  | Coutinho          | 368  |
| 4  | Toninho Guerreiro | 279  |
| 5  | Feitiço           | 214  |
| 6  | Dorval            | 194  |
| 7  | Araken Patusca    | 184  |
| 8  | Edu               | 184  |
| 9  | Pagão             | 157  |
| 10 | Tite              | 151  |

### Joueurs emblématiques
- Cejas
- Cláudio
- Fábio Costa
- Gilmar
- Laércio
- Manga
- Rafael
- Rodolfo Rodríguez
- Alex
- Calvet
- Carlos Alberto Torres
- Chico Formiga
- Dalmo
- Edu Dracena
- Joel Camargo
- Léo
- Mauro Ramos
- Ramos Delgado
- Aílton Lira
- Arouca
- Antoninho Fernandes
- César Sampaio
- Clodoaldo
- Diego
- Dunga
- Elano
- Ganso
- Giovanni
- Jair da Rosa Pinto
- Lima
- Maldonado
- Mengálvio
- Nenê
- Orlando
- Pita
- Renato
- Zé Roberto
- Zito
- Abel
- Araken Patusca
- Ary Patusca
- Arthur Friedenreich
- Coutinho
- Emanuele Del Vecchio (en)
- Dorval
- Deivid
- Edu
- João Paulo
- Juary
- Neymar
- Pagão
- Pelé
- Pepe
- Robinho
- Rodrygo
- Ricardo Oliveira
- Serginho Chulapa
- Toninho Guerreiro
- Mathieu Alves Lopes

### Entraîneurs
- Urbano Caldeira (1913-1932)
- Lula (1952, 1954-1966)
- Antoninho (1950, 1951, 1953, 1967-1971)
- Vanderlei Luxemburgo (1997, 2004, 2006-2007, 2009)
- Émerson Leão (1998-1999, 2002-2004, 2008)
- Muricy Ramalho (2011)
- Dorival Júnior (2010)
- Bilu (1935-1937/1945)
- Pepe (1972-1974, 1975, 1979-1980, 1989-1990, 1993-1994)
- Chico Formiga (1962, 1978-1979, 1982-1984, 1986-1987)
- Castilho (1984-1986)

## Sponsors et d'équipement de sport
| année | sponsor(s)                                                        | équipement        |
| 1979  | Sans sponsors                                                     | Rainha            |
| 1980  | Sans sponsors                                                     | Adidas            |
| 1981  | Sans sponsors                                                     | Adidas            |
| 1982  | Sans sponsors                                                     | Topper            |
| 1983  | Casas Bahia (en)                                                  | Topper            |
| 1984  | HM Auto Center (pt) et Guarujá Veículos                           | Adidas            |
| 1985  | Afonso Veículos et Neutrox                                        | Adidas            |
| 1986  | Dankel et Kleenex                                                 | Adidas            |
| 1987  | Suvinil (pt)                                                      | Adidas            |
| 1988  | Suvinil et Coca-Cola                                              | Adidas et Penalty |
| 1989  | Coca-Cola                                                         | Penalty           |
| 1990  | Coca-Cola                                                         | Penalty           |
| 1991  | Coca-Cola                                                         | Umbro             |
| 1992  | Coca-Cola                                                         | Umbro             |
| 1993  | Coca-Cola                                                         | Dell'erba         |
| 1994  | Lousano (en)                                                      | Dell'erba         |
| 1995  | Lousano et Unicór                                                 | Amddma            |
| 1996  | Unicór                                                            | Rhumell           |
| 1997  | Unicór                                                            | Rhumell           |
| 1998  | Unicór                                                            | Umbro             |
| 1999  | Unicór et Duprat                                                  | Umbro             |
| 2000  | Alphaclub                                                         | Umbro             |
| 2001  | SEAT, Samsung, Hudson et TAM (Mangues dans certains jeux[Quoi ?]) | Umbro             |
| 2002  | Bombril (pt)                                                      | Umbro             |
| 2003  | Bombril, VARIG et Goodyear (Mangues dans certains jeux[Quoi ?])   | Umbro             |
| 2004  | Bombril et Helios Carbex (mangues)                                | Umbro             |
| 2005  | Panasonic et Muriel                                               | Umbro             |
| 2006  | Panasonic et Muriel                                               | Umbro             |
| 2007  | Semp Toshiba et Bombril                                           | Umbro             |
| 2008  | Semp Toshiba et Universo Tintas                                   | Umbro             |
| 2009  | Semp Toshiba et Universo Tintas                                   | Umbro             |
| 2010  | Seara (en) et Medley                                              | Umbro             |
| 2011  | BMG ; Seara et Netshoes                                           | Umbro             |
| 2012  | BMG, Seara, Netshoes, CSU et Marabraz                             | Nike              |
| 2013  | non défini, Seara, non défini, Minds, CSU et Corr Plastik         | Nike              |